# The Wolf of Wall Street (film fra 2013)
 For alternative betydninger, se The Wolf of Wall Street. (Se også artikler, som begynder med The Wolf of Wall Street)
The Wolf of Wall Street er en blanding mellem komedie og drama, der er instrueret af Martin Scorsese og baseret på Jordan Belforts memoirer af samme navn. Manuskriptet er skrevet af Terence Winter og i hovedrollerne ses bl.a. Leonardo DiCaprio, Jonah Hill og Matthew McConaughey. The Wolf of Wall Street er Scorseses og DiCaprios femte film sammen siden Gangs of New York, The Aviator, The Departed og Shutter Island. Ligeledes er det også Scorseses og Winters andet samarbejde efter Boardwalk Empire.
The Wolf of Wall Street blev optaget i 2012 i New York. Den fik biografpremiere den 25. december 2013 i USA og den 9. januar 2014 i Danmark.

## Handling
Filmen omhandler den sande historie om børsmægleren Jordan Belfort (Leonardo DiCaprio), der i en ung alder banker et børsmæglerfirma op fra bunden og ender med at omsætte for flere milliarder kroner om året. Han dyrker også det vilde jetsetmiljø i New York, der flyder med alkohol og stoffer. Senere bliver han indblandet i en stor sag om svindel med forbindelse til mafiaen. Han bliver anholdt for kursmanipulation og efter en aftale med anklagemyndigheden får han 22 måneder i fængsel for at have svindlet over 200 millioner dollars af sine investorers penge.

## Medvirkende
- Leonardo DiCaprio som Jordan Belfort
- Jean Dujardin som Jean-Jacques Handali
- Jonah Hill som Danny Porush
- Matthew McConaughey som Mark Hanna
- Margot Robbie som Naomi Lapaglia
- Jon Favreau som Lee Sorkin
- Kyle Chandler som Greg Coleman
- Rob Reiner som Max Belfort
- Jon Bernthal som Brad
- Cristin Milioti som Teresa Petrillo
- Christine Ebersole som Leah Belfort
- Kenneth Choi som Walter
- Joanna Lumley som Aunt Emma
- Spike Jonze som Dwayne
- Ethan Suplee som Toby Welch
- Martin Klebba som Frank Berry
- Katarina Čas som Chantalle
- P. J. Byrne som Nicky Koskoff
- Madison McKinley som Heidi
- Barry Rothbart som Peter Diblasio